# Poullignac
Poullignac ist eine französische Gemeinde mit 105 Einwohnern (Stand: 1. Januar 2022) im Département Charente in der Region Nouvelle-Aquitaine. Die Gemeinde gehört zum Arrondissement Angoulême, zum Kanton Tude-et-Lavalette und zum 2017 gegründeten Gemeindeverband Lavalette Tude Dronne. Die Einwohner werden Poullignacais genannt.

## Geografie
Poullignac liegt im Süden der historischen Provinz Angoumois, etwa 30 Kilometer südsüdwestlich von Angoulême. Umgeben wird Poullignac von den Nachbargemeinden Bessac im Norden, Deviat im Norden und Osten, Saint-Martial im Südosten, Saint-Félix im Süden und Südosten, Sainte-Souline im Süden, Berneuil im Westen und Südwesten sowie Brie-sous-Barbezieux im Nordwesten.

## Bevölkerungsentwicklung
| Jahr                       | 1962 | 1968 | 1975 | 1982 | 1990 | 1999 | 2006 | 2017 |
| Einwohner                  | 154  | 143  | 102  | 124  | 97   | 77   | 81   | 87   |
| Quellen: Cassini und INSEE |      |      |      |      |      |      |      |      |

## Sehenswürdigkeiten
- Kirche Saint-Martin aus dem 11. Jahrhundert, Monument historique seit 1987

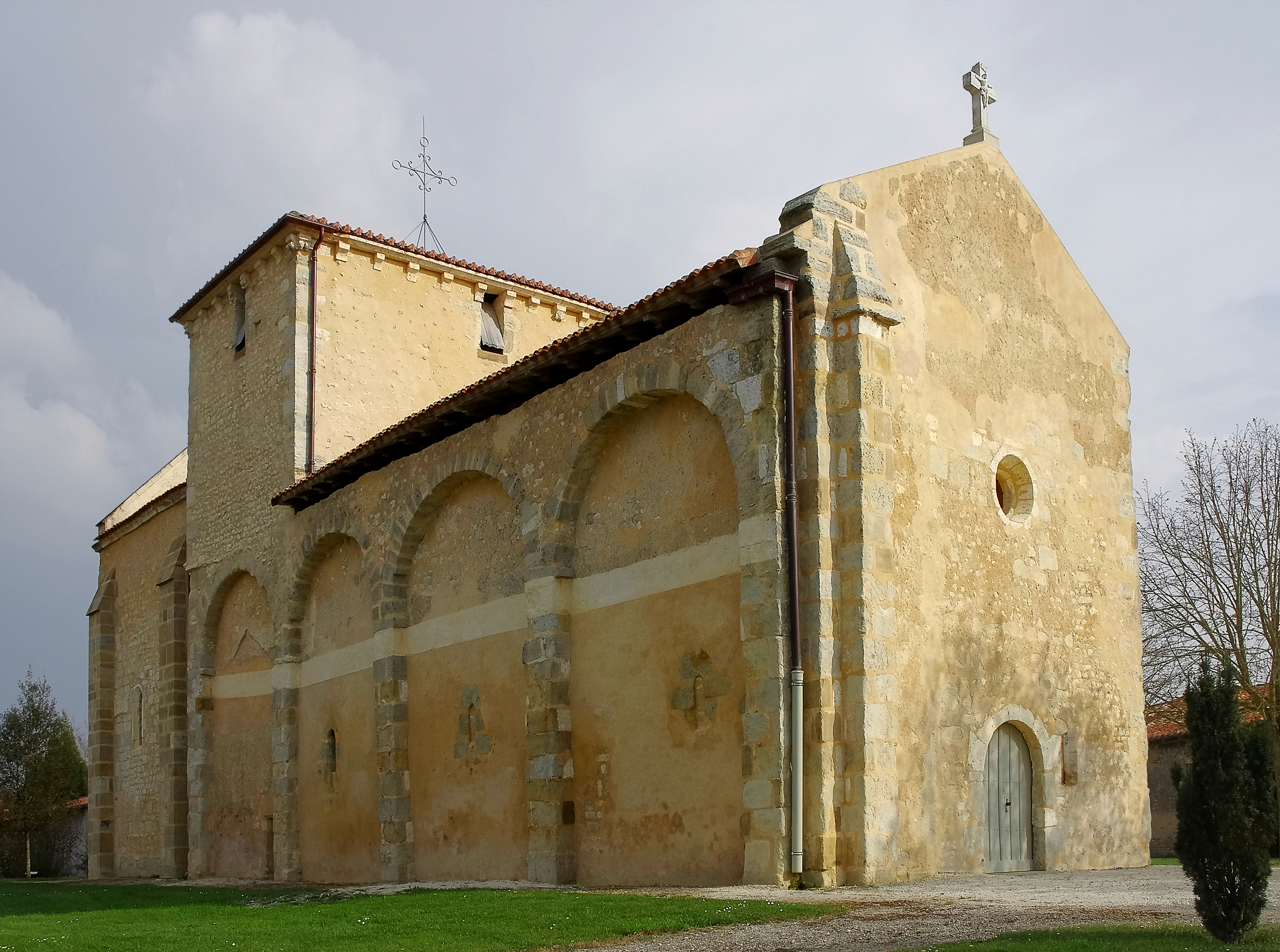
Kirche Saint-Martin